# Girl's Day
Girl's Day (em coreano:  걸스데이) é um grupo feminino sul-coreano formado pela Dream Tea Entertainment em 2010. O grupo era composto por quatro  membros, Sojin, Yura, Minah e Hyeri. Os membros Jisun e Jiin deixaram oficialmente o grupo em 2010, enquanto Jihae saiu no final de 2012. 
Na ordem de lançamento, os maiores sucessos do grupo incluem "Twinkle Twinkle", "Hug Me Once", "Don't Forget Me", "Expectation", "Something", "Darling" e "Ring My Bell", que vendeu mais de um milhão de cópias digitais cada.
Durante o período de sua carreira, Girl's Day apoiou mais de 20 marcas, incluindo LG Electronics, Ezaki Glico's Pocky, Lotte World, Nexon e Bullsone. Girl's Day ficou em 13º lugar na Korea Power Celebrity em 2015, uma lista que classifica as celebridades mais poderosas e influentes da Coreia. Em 2016, o grupo ficou em 26º lugar, enquanto o membro Hyeri ficou em terceiro lugar.

## História

### Pré-estreia
A Dream Tea Entertainment começou as promoções de Girl's Day antes do debut com a criação de um blog oficial, um canal no YouTube e contas no Twitter para o grupo e cada membro. O grupo realizou danças nas ruas comercias e distritos de Seul, ganhando o interesse do público. 

### 2010–2011: Debut, mudança de formação e Everydayay"Nothing Lasts Forever"
Em julho de 2010, Girl's Day estreou com cinco membros: Jihae, Jisun, Jiin, Sojin e Minah. A primeira música de Girl's Day, "Tilt My Head", foi lançada em 7 de julho. O seu primeiro extended play Girl's Day Party #1 foi lançado dois dias após desse lançamento. O grupo seguiu as promoções para "Tilt My Head" com a faixa "How About Me", para a qual eles lançaram um videoclipe em 21 de julho. Dois meses depois da estréia do grupo, os membros Jisun e Jiin deixaram o grupo para buscar interesses individuais. Os membros atuais Yura e Hyeri foram então adicionados ao grupo para substituí-las. O primeiro lançamento com a mudança de formação do grupo, Girl's Day Party #2 ficou disponível em 29 de outubro. A faixa "Nothing Lasts Forever" foi utilizada como faixa-título do single digital. Em dezembro de 2010, Girl's Day apareceu na TV pela primeira vez junto com a banda U-KISS. O show, We Are Dating, é um spinoff do show We Got Married
Em março de 2011, Girl's Day lançou digitalmente Girl's Day Party #3, com a faixa "Twinkle Twinkle". A música foi um sucesso comercial, classificando o 4º lugar no gráfico mensal digital do Melon em abril. No geral, a música ficou em 39º lugar no gráfico anual do serviço. No dia 7 de maio, o grupo realizou seu primeiro concerto no exterior, realizado em Taiwan. O concerto foi organizado pela Organização de Turismo da Coreia, junto com U-KISS e Super Junior-M. 
Em julho, Girl's Day lançou seu segundo EP titulado Everyday, com "Hug Me Once" como faixa-título. O grupo lançou Girl's Day Party #4 em setembro, com a faixa "Don't Flirt". Ambos os lançamentos funcionaram bem digitalmente, classificando-se no top 50 do gráfico mensal digital do Melon após o lançamento. A música foi escrita e produzida por Gang Jeon-hyong e Nam Ki-san, que também produziu os singles anteriores "Twinkle Twinkle" e "Hug Me Once".

### 2012: Everyday 2, saída de Jihae, "Don't Forget Me"
Girl's Day lançaram seu terceiro mini-álbum, Everyday 2 em 17 de abril, incluindo as faixas "Oh! My God", "Don't Flirt", "Two of Us" e "Telepathy", a letra escrita e produzida por Sojin. As promoções de "Oh! My God" começaram em 19 de abril no M! Countdown.
Em 17 de outubro, a Dream Tea anunciou a saída de Jihae por razões pessoais.
As quatro membros restantes, Sojin, Yura, Minah e Hyeri, fizeram seu comeback em 26 de outubro com a música "Don't Forget Me", do seu quinto single álbum digital Girl's Day Party #5. O clipe da música teve Hyeri como protagonista. No mesmo dia, fizeram sua primeira performance no Music Bank.

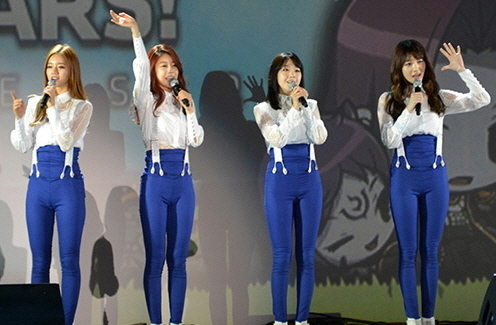
Da esquerda para direita: Hyeri, Sojin, Minah e Yura. Em Maio de 2013.

### 2013:Mudança de conceito, Expectation, Female President
Girl's Day lançaram o single "White Day" em 20 de fevereiro. Em 14 de Março lançaram seu primeiro álbum completo, intitulado Expectation. O clipe da faixa principal tem Yura como protagonista. Com a música,o grupo mudou de conceito fofo para sexy, assim aumentando a popularidade do grupo. A música provou ser um sucesso comercial e ganhou o 3ª lugar no Gaon Chart K-Pop Awards. Girl's Day relançaram Expectation com "Female President" como segunda faixa em 24 de junho. Em 07 de julho o grupo ganhou o primeiro lugar em um programa de música pela primeira vez desde o debut. Porém, o show não foi ao ar por ser cancelado em respeito às pessoas que morreram no acidente de avião do Asiana Airlines Flight 214, por isso, não tiveram a chance de receber o troféu. "Female President" também foi nomeado um dos Top 20 de música K-Pop de 2013 pela Billboard Korea.
Em 10 de outubro, lançaram a música "Let's Go", escrita e composta por Sojin, para encorajar jovens adultos a estudar para seus exames finais.

### 2014: Everyday 3, Everyday 4, "I Miss You"
No dia 03 de janeiro de 2014, o grupo lançou o mini-album Everyday 3. O álbum inclui as músicas "G.D.P" (Intro), "Something", "Whistle" e "Show You", todas escritas e produzidas por Duble Sidekick. O clipe da faixa principal "Something" alcançou um milhão de visualizações em um dia. "Something" se tornou sua música mais bem sucedida, atingindo o número 2 no Hot 100 da Billboard Korea e Gaon Digital Chart. Também teve a classificação número 1 no mês de janeiro na Gaon Digital Chart e ficou no top 10 do K-Pop Hot 100 por oito semanas. As promoções de "Something" começaram em 03 de janeiro, no Music Bank, a música ganhou prêmios em cinco programas musicais. No fim de 2014, "Something" ganhou a Melhor Performance de Dança por um grupo feminino no Mnet Asian Music Awards.
Em Julho de 2014, o single "Darling" foi lançado com o álbum Everyday 4, novamente produzido por Duble Sidekick. O álbum também inclui as músicas "Summer Party" (Intro), "Look at Me", e "Timing". Em 15 de outubro, lançaram "I Miss You". Em 26 de Novembro, Girl's Day lançaram Best Album no Japão.

### 2015: "Hello Bubble", One Fine Day, Love, Debut no Japão
No dia 12 de maio de 2015, Girl's Day lançaram o projeto single "Hello Bubble" em colaboração com Mise-en-scène, uma marca de tintas de cabelo. Em junho, as meninas gravaram o programa One Fine Day, em que elas fizeram uma viagem para Okinawa, Japão, e mostraram seus momentos de diversão e desafios, o programa foi ao ar em 3 de agosto, tendo 8 episódios e 1 episódio especial.
Girl's Day teve seu comeback dia 6 de julho com o segundo álbum completo e um showcase no mesmo dia, promovendo o novo álbum e comemorando o quinto aniversário do grupo junto aos fãs. O álbum se chama Love e o title track é "Ring My Bell", também inclui as músicas "With Me", "Come Slowly", "Macaron" e "Top Girl".
Girl's Day teve seu debut no Japão no dia 30 de Setembro, com o álbum Girl's Day Autumn Party, com as versões japonesas de "Darling", "Twinkle Twinkle" e "Ring My Bell". "Darling" foi o single promocional e teve o MV lançado dia 17 de setembro. Durante esse mês, o grupo fez divulgações e mini-concertos pelo país. Girl's Day também realizou um showcase em Taipei, Taiwan em 31 de Outubro, elas performaram algumas de suas músicas para mais de 2000 fãs que estavam presentes. De acordo com seus representantes, Taiwan é o segundo país em que o grupo visa expansão, sendo o Japão o primeiro.

### 2017 - 2019: Everyday #5 e não renovação do contrato com a DreamT
Em 2 de março de 2017, a Dream T Entertainment anunciou que Girl's Day estava pronto para voltar depois de um longo hiato de 21 meses durante o qual as integrantes se concentraram em atividades solo. A agência revelou que o grupo estava no processo de encerramento de gravação para sua faixa-título, e o retorno foi definido para final de março de 2017. Em 10 de março, Dream T Entertainment confirmou que estavam prontas para fazer seu retorno em 27 de março com seu novo mini-álbum. No dia 17 de março, Dream T lançou a programação de retorno do grupo e revelou que o novo álbum seria a quinta parte da série "Everyday".
No dia do seu retorno, o vídeo oficial da música "I'll Be Yours", a faixa-título, foi lançada simultaneamente no canal oficial do YouTube do Girl's Day e no canal 1theK às 12h (no horário sul-coreano). O videoclipe ultrapassou dos 2 milhões de visualizações em menos de 24 horas. Everyday #5, estreou em 7° lugar no World Albums da Billboard. I'll Be Yours, ficou em segundo lugar na Genie Chart e 11° no Melon Charts.
Em 2019, após um ano de hiato, o Naver confirmou que o contrato de Sojin com a empresa Dream T estaria expirando e que ela decidiu não renovar, e que as membros fariam o mesmo porém o grupo não daria disband apenas seguiriam em hiatus. Hoje em dia cada uma se encontra em uma empresa diferente: Sojin entrou na Noon Company em 19 de março; Yura, na Awesome ENT em 20 de março; Minah, na Yooborn Ent em 29 de março; e Hyeri, na Creative Group ING em 30 de abril.

## Trabalhos voluntários
As meninas de Girl's Day foram nomeadas como embaixadoras honorárias para a campanha "Because I am a Girl", pelo Plan Korea em agosto de 2013. Plan Korea é um grupo de apoio internacional a crianças e a campanha visa capacitar meninas em países em desenvolvimento, que muitas vezes são discriminadas, essas meninas muitas vezes não têm acesso a educação e a proteção legal.
Girl's Day foi primeiro para Chiang Rai, Tailândia, em agosto de 2013. Elas tiveram um encontro especial com uma menina que se casou com apenas 16 anos, e mais tarde foi abandonada depois de dar à luz um filho. Para ajudá-la a sentir o calor familiar, as meninas tiraram fotos com ela e a levaram para um check-up em um hospital local. Mais tarde foram voluntariar em um centro de educação para ajudar a cumprir os desejos das mulheres em necessidade. O grupo também doou todos os rendimentos de seu primeiro concerto solo para a Plan Korea. Os recursos foram utilizados para a campanha de registro de nascimento das meninas na Tailândia.
Voltaram para a Tailândia em 2014 para ajudar na campanha de registro de nascimento de meninas, para que pudessem tomar parte ativa nas atividades de direitos humanos para meninas. O grupo se encontrou com quatro garotas que viviam sem o registro de nascimento e visitaram suas famílias e escola para chegar mais perto de suas vidas diárias.
O grupo novamente foi voluntário em um país em desenvolvimento como embaixadoras honorárias da Plan Korea em fevereiro de 2016, dessa vez no Camboja, foram a uma escola para ajudar a capacitar as crianças empobrecidas. Mantiveram oficinas de arte e música em uma escola onde as crianças não tinham essa oportunidade.
| “ | Crianças sem sonhos são crianças sem futuro, esperamos que nossa ajuda tenha oferecido uma oportunidade para as crianças pensar em seus sonhos e aprender a trabalhar em direção a eles durante nosso breve tempo juntos". | ” |

## Integrantes
Yura (hangul: 유라), nascida Kim Ah-Young (hangul: 김아영) em Ulsan, Coreia do Sul, em 6 de novembro de 1992 (32 anos).
Minah (hangul: 민아), nascida Bang Min-Ah (hangul: 방민아) em Seul, Coreia do Sul, em 13 de maio de 1993 (31 anos).
Hyeri (hangul: 혜리), nascida Lee Hye-Ri (hangul: 이혜리) em Gwangju, Coreia do Sul, em 9 de junho de 1994 (30 anos).
Sojin (hangul: 소진), nascida Park So-Jin (hangul: 박소진) em Daegu, Coreia do Sul, em 21 de maio de 1986 (38 anos).

### Ex-integrantes
Jihae (hangul: 지해), nascida Woo Ji-Hae (hangul: 우지해) em Seul, Coreia do Sul, em 14 de maio de 1989 (35 anos).
Jisun (hangul: 지선), nascida Hwang Ji-Sun (hangul: 황지선) em Seul, Coreia do Sul, em 17 de outubro de 1989 (35 anos).
Jin (hangul: 지인), nascida Lee Ji-In (hangul: 이지인), em Chuncheon, Coreia do Sul, em 13 de março de 1992 (33 anos).

## Discografia

### Álbuns de estúdio
- 2013: Expectation
- 2015: Love
- 2015: Girl's Day Autumn Party (Japão)

### EPs
- 2010: Girl's Day Party #1 e Girl's Day Party #2
- 2011: Everyday, Girl's Day Party #3 e Girl's Day Party #4
- 2012: Everyday 2 e Girl's Day Party #5
- 2013: Girl's Day Party #6
- 2014: Everyday 3
- 2014: Everyday 4
- 2014: I Miss You
- 2017: Everyday 5

### Singles
- 2010: Tilt My Head
- 2010: How Do I Look
- 2010: Nothing Lasts Forever
- 2011: Twinkle Twinkle
- 2011: Hug Me Once
- 2011: Don't Let Your Eyes Wander
- 2012: Oh! My God
- 2012: Blue Rain 2012
- 2012: Don't Forget Me
- 2013: White Day
- 2013: Expectation
- 2013: Female President
- 2013: Please Tell Me
- 2013: Let's Go
- 2014: Something
- 2014: Darling
- 2014: I Miss You
- 2015: Hello Bubble
- 2015: Ring My Bell
- 2017: I'll Be yours

## Filmografia

### Shows e Documentários
| Ano  | Show              | Rede       | Notas                             |
| ---- | ----------------- | ---------- | --------------------------------- |
| 2011 | Kira Kira Slim    | Mnet Japão | Documentário, 26 Episódios        |
| 2014 | Human Documentary | MBC        | Documentário                      |
| 2014 | Picnic Live       | MBC Music  | Show                              |
| 2015 | One Fine Day      | MBC Music  | Série, 9 Episódios (8+1 Especial) |

### Shows de Variedades
| Show                             | Ano                              | Rede        | Notas                          |
| -------------------------------- | -------------------------------- | ----------- | ------------------------------ |
| Weekly Idol                      | 2011 - 2012 - 2013 - 2014 - 2015 | MBC Every 1 | Convidadas                     |
| Idol Star Athletics Championship | 2012 - 2013 - 2014 - 2015 - 2016 | MBC         | Elenco                         |
| After School Club                | 2013 - 2014 - 2015               | Arirang     | Convidadas                     |
| Beatles Code 2                   | 2012 - 2013                      | Mnet        | Convidadas                     |
| Flower Bouquet                   | 2010                             | MBC         | Convidadas                     |
| We Are Dating                    | 2010                             | MBC Every 1 | Elenco                         |
| Quiz to Change the World         | 2011                             | MBC         | Convidadas                     |
| Director's Cut                   | 2011                             | Mnet        | Convidadas                     |
| Mnet M! Pick                     | 2011                             | Mnet        | Convidadas                     |
| Real Men                         | 2013                             | MBC         | Convidadas                     |
| Escape Crisis No. 1              | 2014                             | KBS2        | Convidadas                     |
| Eco Village                      | 2015                             | SBS         | Convidadas (Episódios 13 - 14) |
| Hidden Camera Shot Battle        | 2016                             | MBC         | Convidadas                     |